# Liste des édifices labellisés « Architecture contemporaine remarquable » d'Eure-et-Loir
Cet article recense les édifices labellisés « Architecture contemporaine remarquable » de l'Eure-et-Loir, en France.
Le label « Architecture contemporaine remarquable » remplace depuis 2016 l'ancien label « Patrimoine du XXe siècle ». Il ne prend en compte que des édifices de moins de 100 ans à la date de labellisation, et qui ne sont pas protégés comme monuments historiques.

## Statistiques
En juin 2025, l'Eure-et-Loir compte 25 édifices labellisés « Architecture contemporaine remarquable » : Dreux en compte 6, Chartres 5, Châteaudun 2, Nogent-le-Rotrou 2, 10 autres communes ne comptant chacune qu'un seul label.

## Liste
| Monument                                                                     | Commune              | Adresse                                                           | Coordonnées                      | Notice                         | Date | Illustration                             |
| ---------------------------------------------------------------------------- | -------------------- | ----------------------------------------------------------------- | -------------------------------- | ------------------------------ | ---- | ---------------------------------------- |
| Piscine des Dauphins                                                         | Brou                 | 16 route des Moulins                                              | 48° 12′ 31″ nord, 1° 09′ 24″ est | ACR0000308 · Inscrit MH (2025) | 2016 | Image manquante Téléverser               |
| Mairie-école                                                                 | Chassant             | 10 rue des Acacias                                                | 48° 17′ 57″ nord, 1° 03′ 27″ est | ACR0000314                     | 2016 | Image manquante Téléverser               |
| Moulins de Chérisy                                                           | Chérisy              | 18 rue de Sainte-Gemme                                            | 48° 44′ 48″ nord, 1° 25′ 05″ est | ACR0000316                     | 2016 | Moulins de Chérisy                       |
| Mairie, école et bains-douches                                               | Combres              | Rue Eugène-Fettu                                                  | 48° 19′ 31″ nord, 1° 03′ 48″ est | ACR0000317                     | 2014 | Image manquante Téléverser               |
| Ancien sanatorium Laennec                                                    | Dreux                | Rue de la Muette                                                  | 48° 45′ 32″ nord, 1° 20′ 11″ est | ACR0000318                     | 2014 | Ancien sanatorium Laennec                |
| Ancienne usine La Radiotechnique (actuelle pépinière d'entreprises La Radio) | Dreux                | Route de Paris                                                    | 48° 44′ 52″ nord, 1° 23′ 58″ est | ACR0000322                     | 2016 | Image manquante Téléverser               |
| Église Saint-Michel                                                          | Dreux                | 31-33 rue de Moronval                                             | 48° 44′ 02″ nord, 1° 23′ 04″ est | ACR0000319                     | 2019 | Image manquante Téléverser               |
| Groupe scolaire Ferdinand-Buisson et cité-jardin des Rochelles               | Dreux                | 34 boulevard de Juillet 1 rue Jean-Poulmarc'h 2 rue Louis-Barthou | 48° 43′ 27″ nord, 1° 22′ 24″ est | ACR0000320                     | 2016 | Image manquante Téléverser               |
| Immeubles à gradins GR1 et GR2                                               | Dreux                | Boulevard de l'Europe Allée des Riottes                           | 48° 44′ 21″ nord, 1° 20′ 52″ est | ACR0000321                     | 2019 | Image manquante Téléverser               |
| Restaurant d'entreprise de La Radiotechnique                                 | Dreux                | 1 rue Réveillon                                                   | 48° 44′ 57″ nord, 1° 23′ 14″ est | ACR0000324                     | 2019 | Image manquante Téléverser               |
| Centre d'études et de recherche du béton                                     | Épernon              | 1 rue des Longs-Réages                                            | 48° 36′ 08″ nord, 1° 41′ 05″ est | ACR0000325                     | 2014 | Centre d'études et de recherche du béton |
| Résidence Jean-Macé                                                          | Mainvilliers         | Avenue Victor-Hugo 1 place Jean-Macé                              | 48° 26′ 54″ nord, 1° 27′ 51″ est | ACR0000329                     | 2019 | Image manquante Téléverser               |
| Cœur de village                                                              | Mignières            | 3 rue de la Chapelle                                              | 48° 21′ 35″ nord, 1° 25′ 32″ est | ACR0000331                     | 2019 | Image manquante Téléverser               |
| Lycée Rémi-Belleau                                                           | Nogent-le-Rotrou     | 33 rue de la Bretonnerie                                          | 48° 19′ 03″ nord, 0° 48′ 39″ est | ACR0000332                     | 2014 | Lycée Rémi-Belleau                       |
| Poste                                                                        | Nogent-le-Rotrou     | 2 avenue Georges-Clémenceau                                       | 48° 19′ 18″ nord, 0° 49′ 08″ est | ACR0000333                     | 2019 | Image manquante Téléverser               |
| Ancien poste de secours (actuelle guinguette)                                | Oulins               | Étang des Vingtaines Chemin du Lavoir                             | 48° 51′ 58″ nord, 1° 27′ 47″ est | ACR0000334                     | 2016 | Image manquante Téléverser               |
| Usine de superphosphates de la compagnie des engrais du Berry                | Les Villages Vovéens | Allée Saint-Mémain                                                | 48° 16′ 39″ nord, 1° 37′ 03″ est | ACR0000335                     | 2016 | Image manquante Téléverser               |